# Induismo

Il simbolo dell'Oṃ, il più conosciuto mantra induista. Questo simbolo (ॐ) deriva dall'unione di due caratteri della devanāgarī: ओ ('o') + ँ ('m' nasale) riportati in corsivo. Essendo il devanāgarī una scrittura non precedente all'VIII secolo d.C., il simbolo è di gran lunga posteriore alla sillaba Oṃ, presente in testi anteriori almeno al VI secolo a.C.

L'induismo (o hindūismo; tradizionalmente denominato Sanātanadharma, in sanscrito devanāgarī सनातनधर्म, lett. «legge/religione eterna») è una religione, o piuttosto, un insieme di credi religiosi, tra le più diffuse al mondo e tra quelle con le origini più antiche; si contano nella sola India, all'ultimo censimento per religione effettuato dal governo e datato 2011, 966 257 353 fedeli indù (o hindū), su una popolazione di 1 210 854 977 individui. Con oltre un miliardo e cinquecento milioni di credenti, nel 2015 l'induismo era al terzo posto nel mondo come numero di credenti dopo il cristianesimo e l'islam.

## Etimologia

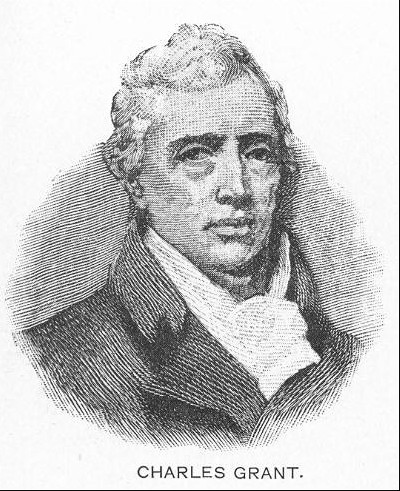
Immagine di Charles Grant (1746-1823), presidente della British East India Company e fervente cristiano utilizzò per la prima volta il termine Hindooism per identificare la religione degli hindoo.

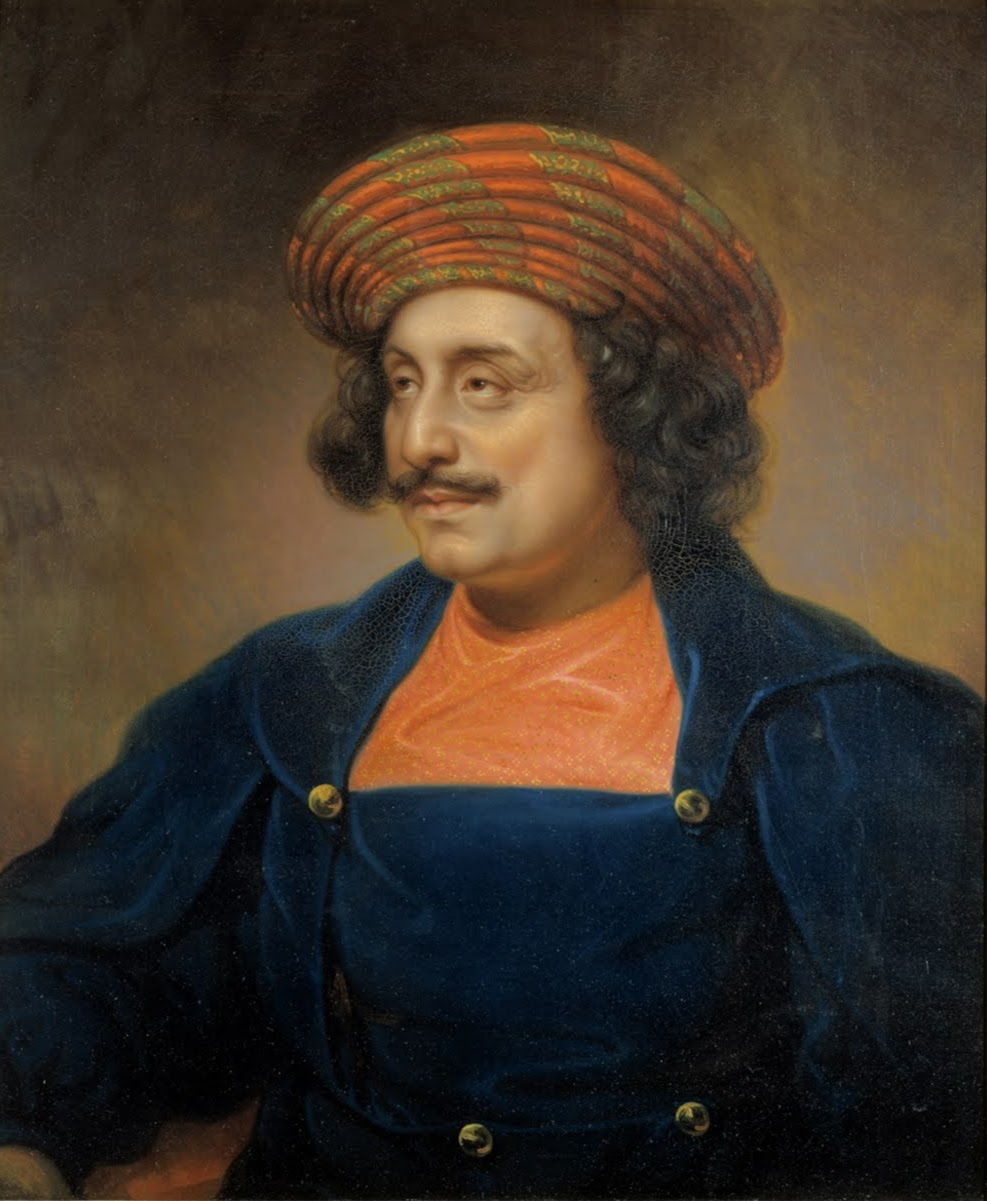
Ram Mohan Roy (1772-1833), riformatore hindu, fu probabilmente il primo indiano a utilizzare nel 1823 il termine Hinduism, poi diffuso dagli inglesi e adattato in altre lingue occidentali.

L'ingresso del tempio Paṣupatināth (Signore delle mandrie) dedicato a Siva a Katmandu. L'ingresso al tempio è consentito esclusivamente agli indiani che appartengono a un varṇa a prescindere dalla loro fede religiosa, mentre è severamente proibito a tutti gli altri visitatori anche se professano con rigore una fede induista

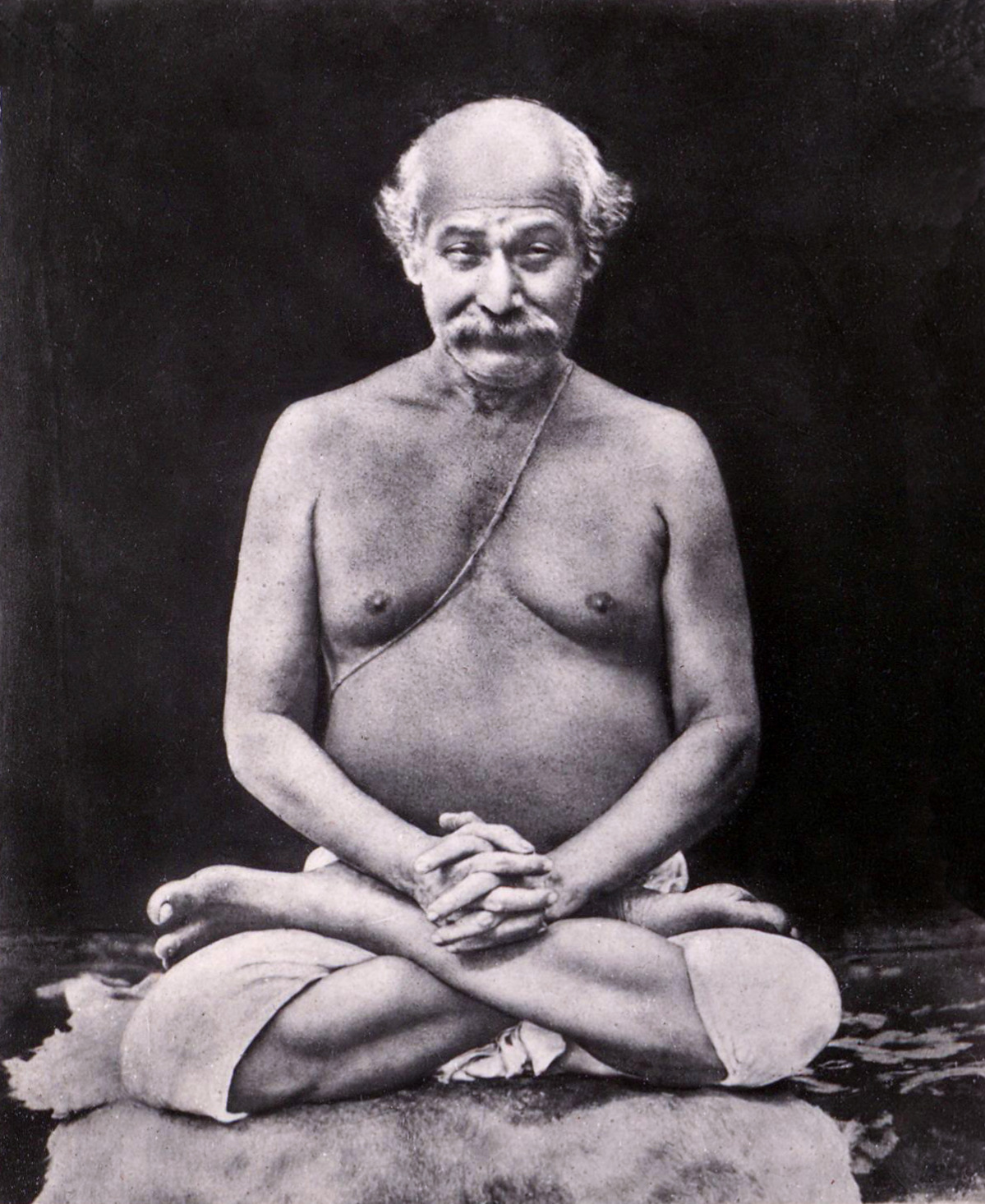
Shyama Charan Lahiri (1828-1895) maestro di yoga del XIX secolo. Da notare lo yajñopavīta, il cordoncino composto da tre fili di cotone bianco uniti indossati sopra la spalla sinistra, i quali lo indicano come un bramino

Il termine italiano "Induismo", deriva dal termine anglosassone Hinduism diffuso dagli inglesi in epoca moderna, coniato aggiungendo il suffisso ism al sostantivo hindu, quest'ultimo termine a sua volta utilizzato, a partire dal XIII secolo, dai turchi di fede musulmana per indicare coloro che non si convertivano alla loro religione nonché, con il termine arabo al-Hind, che occorre nei testi arabi ad indicare l'intero popolo dell'India.
Il termine hindu fu in origine prettamente geografico in quanto si fa derivare dall'antica parola iranica utilizzata, fin dall'epoca Achemenide, per indicare il fiume Indo, la regione dei suoi sette affluenti e i suoi abitanti, fiume e regione a loro volta denominati in sanscrito vedico dagli indoari come Sapta Síndhu e Síndhu quindi dai Greci e più tardi dai Romani.
Con la dominazione dei musulmani parlanti la lingua persiana, i Moghul, avviata nel XVI secolo, la regione a est del fiume Indo diventa l'Hindustān (il termine stān in varie lingue indoeuropee, come l'antico persiano, indica un "luogo dove si sta", un "territorio"), e i suoi abitanti sono chiamati hindu.
Con la colonizzazione britannica, il termine inglese Hinduism fu dunque impiegato per indicare un insieme variabile di fatti culturali e religiosi presenti nel Subcontinente indiano, e quindi trasdotto nelle principali lingue europee.
Successivamente gli stessi indiani finirono per utilizzare il termine, di conio anglosassone, Hinduism per indicare la propria identità nazionale in contrapposizione a quella dei colonizzatori. Anche se il termine hindu compare già nel XVI secolo in testi religiosi vaiṣṇava in contrapposizione al termine yavana (musulmano).
I fedeli hindu non indicano, tuttavia, la loro fede religiosa come "Hinduism" (Induismo), termine che non compare in alcun vocabolario indiano tradizionale antico o moderno quanto piuttosto come Sanātanadharma (Ordine, Norma, Religione eterna) in quanto i suoi fondamenti non sono frutto dell'esperienza umana, ma della rivelazione divina, fin dallo stesso Veda manifestatosi all'alba dei tempi ai veggenti detti Ṛṣi.
O ancora lo indicano come Varṇāśramadharma ovvero come il Dharma che regge ogni essere secondo la sua collocazione (varṇa) assegnandogli un impegno suo proprio (āśrama) di ordine sociale, religioso e morale.
L' "Induismo" viene tradizionalmente indicato anche come Āryadharma, la Religione degli ārya, e Vaidikadharma, la Religione del Veda.

## Definizioni di Induismo
Il termine "Induismo" è dunque assolutamente recente e fu diffuso da orientalisti occidentali e da studiosi indiani a partire dal XIX secolo, non solo, la sua stessa natura risente di questo processo:
(Flood, p. 7)
Il termine è peraltro di difficile definizione poiché si riferisce a numerose tradizioni religiose allo stesso tempo, senza che vi sia un elemento fondatore accomunante e senza che un'autorità centrale ne regoli la pratica.
Ciò nonostante, Stefano Piano ritiene che con il termine "Induismo" si possa indicare "un'intera cultura, una visione del mondo e della vita, un modo di essere e di comportarsi, una serie di abitudini quotidiane che si tramandano da millenni, con scrupolosa tenacia, in seno a una civiltà estremamente fedele al proprio passato e nella quale predomina una concezione religiosa dell'uomo e dell'universo". L'induismo, più che una singola religione in senso stretto, si può considerare una serie di correnti religiose, devozionali e/o metafisiche e/o teologico-speculative, modi di comportarsi, abitudini quotidiane spesso eterogenee, aventi sì un comune nucleo di valori e credenze religiose, ma differenti tra loro a seconda del modo in cui interpretano la tradizione e la sua letteratura religiosa, e a seconda di quale aspetto diviene oggetto di focalizzazione per le singole correnti. Come Heinrich von Stietencron, si può parlare piuttosto di "religioni hindū", come la vaiṣnava, śaiva o quella śākta, poiché tutti gli appellativi usati vengono rifiutati dagli intellettuali indiani di formazione non occidentale, e specialmente dagli aderenti all'ortodossia smārta, in quanto considerano che si riferiscono a diversi aspetti di un'unica realtà spirituale, il Sanātanadharma.
In tal senso, il francese Alain Daniélou ricorda come per gli hindū dogmi e credenze costituiscono altrettanti ostacoli allo sviluppo del sapere e della conoscenza della realtà. Gli induisti hanno sempre cercato di stabilire un sincretismo di filosofie e religioni per esprimere le varie sfaccettature delle forze cosmiche. Questo spiega come "la definizione di Induismo comprenda, in realtà, un insieme variegato di religioni e di visioni del mondo anche contrastanti", sebbene questi siano espressi restando fedeli per tutta la vita a un ordine socio-culturale; motivo per il quale un induista non abbandonerà le norme, abitudini e comportamenti ed il fatto di essere nati in una casta (jāti). Il fattore etnico e culturale è determinante, in questo senso, affinché una persona si definisca hindu - stando almeno alla più comune e ortodossa delle formulazioni.
Questa teoria sembrerebbe dimostrata dal fatto che presso i principali santuari dell'Induismo, ad esempio il Tempio di Kṛṣṇa a Puri (Orissa) o quello di Siva a Katmandu in Nepal, santuari appartenenti a differenti darśana, possono avere ingresso solo gli indiani appartenenti a un varṇa, a prescindere dalla loro fede religiosa, e non i non-indiani, anche se professanti una fede 'induista'. Nonostante questo, esistono convertiti di etnie diverse da quella indiana, che sono inoltre riusciti ad ottenere le iniziazioni per poter officiare nei templi.

Pur non essendo di facile definizione, per comprendere il termine hindu in un contesto di più ampio significato, avverte Michel Delahoutre:
(Delahoutre)
Quindi l'"Induismo" non è solo una "invenzione" degli orientalisti occidentali ma anche l'autorappresentazione, moderna, di elementi già presenti nel passato indiano.

### Definizione secondo la Corte suprema dell'India

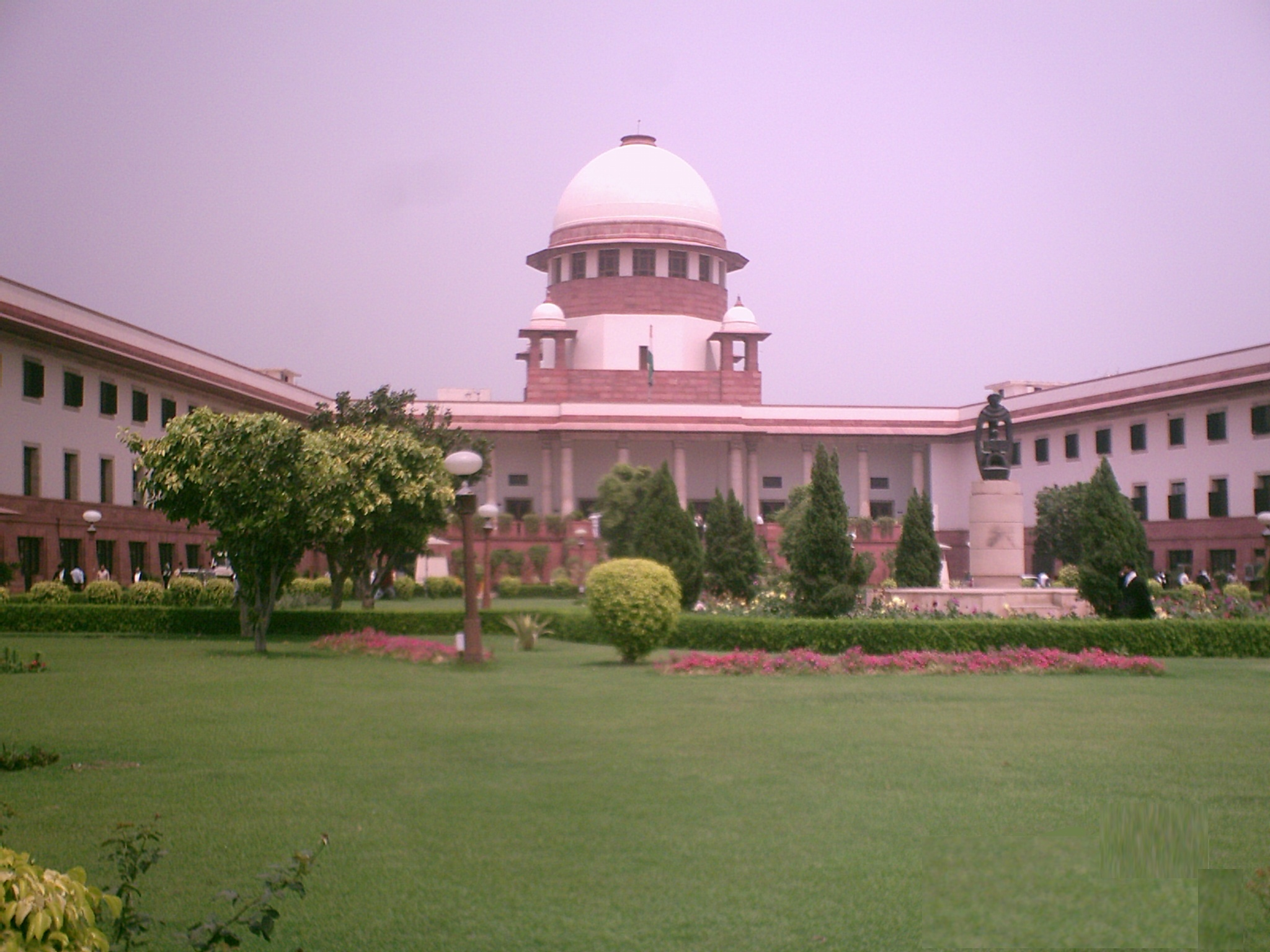
La sede, a Nuova Delhi della Corte suprema dell'India

Nel 1966 la Corte suprema dell'India, esprimendosi sul caso Shastri Vagnapurushdasji et al. contro Muldas Bhundardas definì normativamente la qualifica di hindu, e quindi di induismo, con i seguenti sette punti:
1. l'accettazione rispettosa dei Veda come la più alta autorità riguardo agli argomenti religiosi e filosofici, e l'accettazione rispettosa dei Veda da parte dei pensatori e filosofi induisti come base unica della filosofia induista;
2. lo spirito di tolleranza e di buona volontà per comprendere e apprezzare il punto di vista dell'interlocutore, basato sulla rivelazione che la verità possiede molteplici apparenze;
3. l'accettazione, da parte di ciascuno dei sei sistemi di filosofia induista, di un ritmo dell'esistenza cosmica che conosce periodi di creazione, di conservazione e di distruzione, periodi, o yuga che si succedono senza fine;
4. l'accettazione da parte di tutti i sistemi filosofici induisti della fede nella rinascita e preesistenza degli esseri;
5. il riconoscimento del fatto che i mezzi o i modi di raggiungere la salvezza sono molteplici;
6. la comprensione della verità che, per quanto grande possa essere il numero delle divinità da adorare, si può essere induisti e non credere che sia necessario adorare le Murti (rappresentazioni) delle divinità;
7. a differenza di altre religioni o fedi, la religione induista non è legata a un insieme definito di concetti filosofici.

## Origini, genesi e sviluppo storico dell'Induismo

### La religione della civiltà della valle dell'Indo

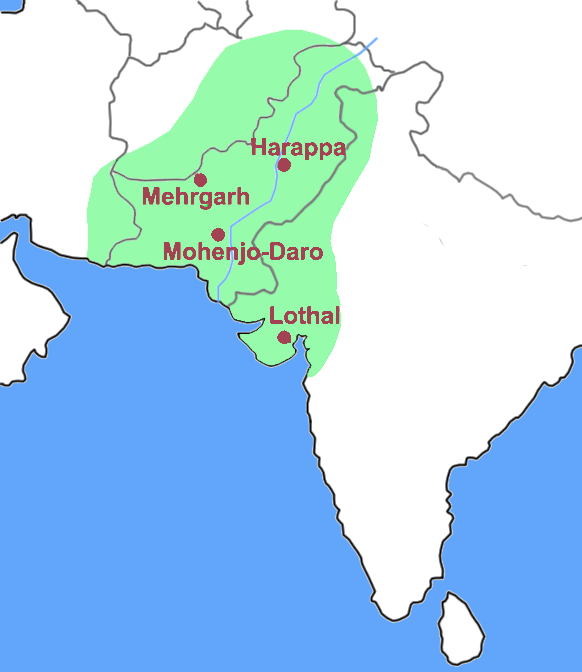
L'area della Civiltà della valle dell'Indo. Si ritiene che questa civiltà si sia sviluppata intorno al 2500 a.C. tramontando intorno al 1800 a.C.; elementi della sua cultura religiosa sono poi riverberati nell'Induismo

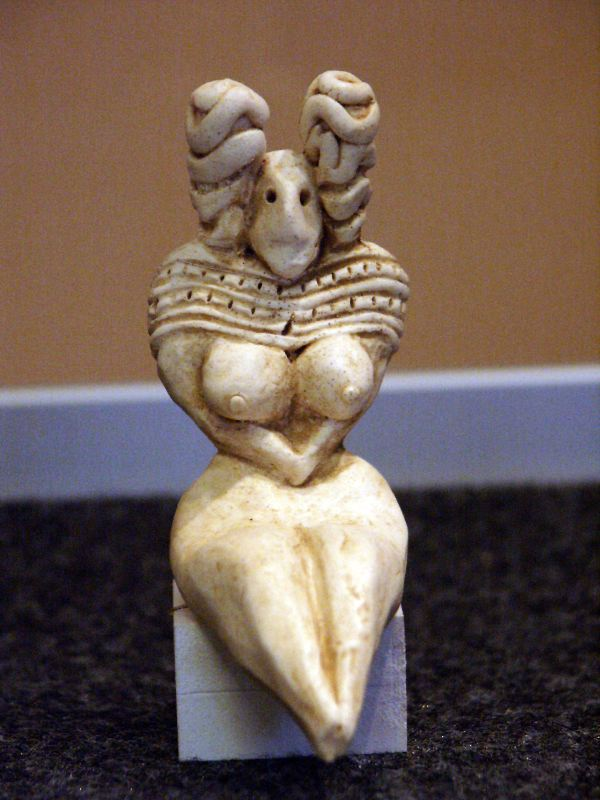
Statuetta della Dea della Civiltà della valle dell'Indo rinvenuta a Mehrgarh risalente al 3000 a.C. (Museo Guimet di Parigi)

La generalità degli studiosi considera il Vedismo, la religione dei Veda praticata dagli Indoari, all'origine di quello che noi oggi indichiamo come "Induismo".
Gli aspetti pre-vedici, pre-arii dell'Induismo derivano tuttavia dalla civiltà della valle dell'Indo. Questa civiltà ha origine nel Neolitico (7000 a.C.), si è sviluppata a partire dal 3300 a.C.-2500 a.C. ed è tramontata intorno al 1800-1500 a.C. Fu una civiltà agricola e urbanizzata molto sviluppata, con legami commerciali con la Mesopotamia, che ha lasciato delle importanti vestigia e delle opere d'arte. Sono documentati diversi elementi di eredità linguistica e iconografica tra la Civiltà della valle dell'Indo e la cultura dravidica dell'India meridionale. La grande quantità di figurine rappresentanti la fertilità femminile ritrovate indicano un culto ad una "dea madre", che potrebbe essere all'origine del culto della Dea propria dell'Induismo successivo. Le immagini di statuette prediligono rappresentare la divinità femminile in forma umana e quella maschile sotto forma animale (soprattutto toro, bufalo d'acqua e zebù).

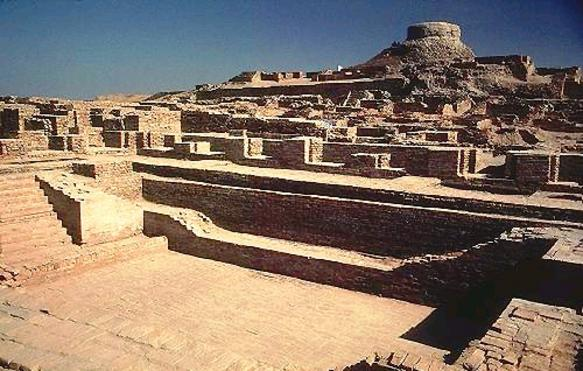
Gli scavi archeologici a Mohenjo-daro

La Civiltà della valle dell'Indo decadde improvvisamente intorno al XIX secolo a.C. a causa, sembrerebbe, di mutamenti climatici come le siccità o le inondazioni. Ciononostante a Mohenjo-daro sono stati rinvenuti scheletri di vittime di una morte violenta, caduti lì dove sono stati ritrovati, secondo Mortimer Wheeler ciò testimonierebbe, comunque, l'invasione degli indoari. Nel 1500 a.C., l'arrivo dei conquistatori indoari nell'area del Punjab, sempre per Thomas J. Hopkins e Alf Hiltebeitel, fece sì che tale cultura religiosa venisse ereditata solo dalle culture dravidiche dell'India meridionale, sopravvivendo al Nord ma limitata a piccole comunità rurali e riemergendo nel periodo tardo e post vedico.

### IVeda, la Religione vedica e il Bramanesimo
Il periodo "vedico" (Vedismo) è considerato tale dall'ingresso degli Arii nell'India settentrionale fino alla invasione da parte di questi della piana del Gange, VIII secolo a.C., e la costituzione di prime entità statuali nonché alla compilazione delle parti in prosa dei Veda, i Brāhmaṇa, e delle Upaniṣad, i commentari redatti a partire dall'VIII secolo a.C. e per questo denominati come Vedānta (fine dei Veda). La religione vedica corrisponde a quella raccolta di testi, il Veda, tramandata oralmente per secoli da scuole braminiche (dette sākhā) prima di essere messa per iscritto in epoca moderna. Successivamente gli indoari si spostarono verso Sud e verso Est in un processo di conquista che non fu mai terminato, essendoci tutt'oggi vasti territori dell'India meridionale ed orientale dove ancora si parlano dialetti dravidici e munda.
Il periodo successivo al "Vedismo", a partire dall'VIII secolo a.C. fino a primi secoli della nostra Era, gli storici delle religioni lo denominano come Bramanesimo, mentre quello successivo a questo e fino ai giorni nostri viene indicato come Induismo.
Il passaggio dal "Vedismo" al Bramanesimo corrisponde alla progressiva sostituzione delle figure sacerdotali coinvolte nei riti sacrificali. Se nel primo Veda, il Ṛgveda, l'officiante delle libagioni è lo hotṛ (corrispondente allo zaotar dell'Avestā), accompagnato da altre figure sacerdotali minori, con il passare dei secoli e con l'elaborazione dottrinale all'interno degli stessi Veda, sopraggiunge la figura dello udgātṛ il cantore delle melodie del Sāmaveda, sostituito poi anch'esso come figura sacerdotale primaria dallo adhvaryu, il mormorante i mantra relativi allo Yajurveda e, infine con il Bramanesimo, dal brāhmaṇa, l'ultimo dei sacerdoti che sovrintendeva alla correttezza del rito, riparando a qualsiasi errore, e detentore dell'ultimo Veda, lo Atharvaveda.

## Credenze e pratiche comuni nell'Induismo

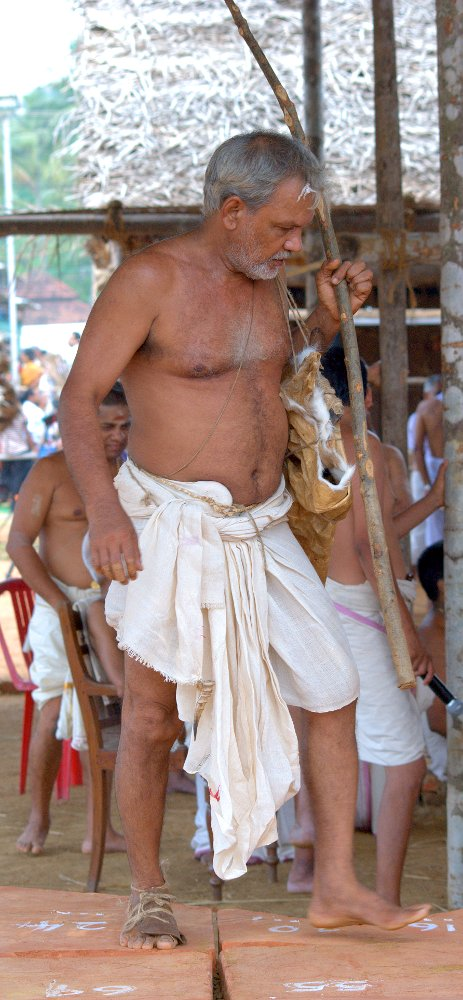
Un bramino Nambūṭiri (Kerala) durante il rito dello agnicayana.

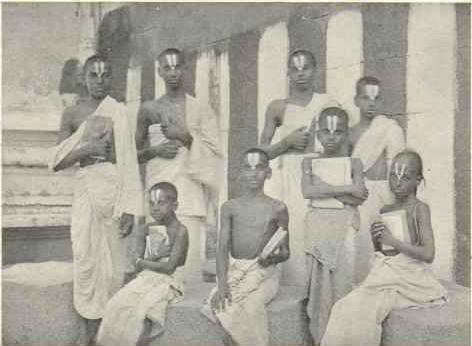
Brahmācarin vaiṣṇava presso un gurukula a Tanjore nel 1909. Il segno che corre dalla fronte lungo il naso corrisponde al tilaka ed è un marchio che li identifica come appartenenti al loro sampradāya, esso è composto da argilla bianca detta gopīcandana proveniente dalla città di Dvārakā (Dwarka), e rappresenta i due piedi di Kṛṣṇa (le linee parallele) che terminano con una foglia di Tulasī (Ocimum tenuiflorum) pianta sacra al dio e a lui offerta. I devoti al dio disegnano dodici tilaka sul proprio corpo prima di avviare le attività devozionali quotidiane

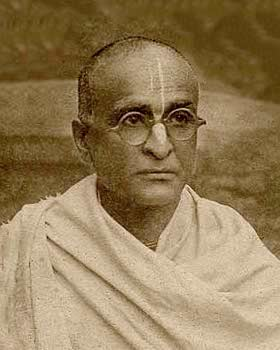
Bhaktisiddhānta Sarasvatī Ṭhākura (1874-1936) guru e saṃnyāsin del lignaggio del sampradāya kṛṣṇaita fondato da Caitanya nel XV secolo. Il segno che corre dalla fronte lungo il naso corrisponde al tilaka ed è un marchio che lo identifica come appartenente al suo sampradāya

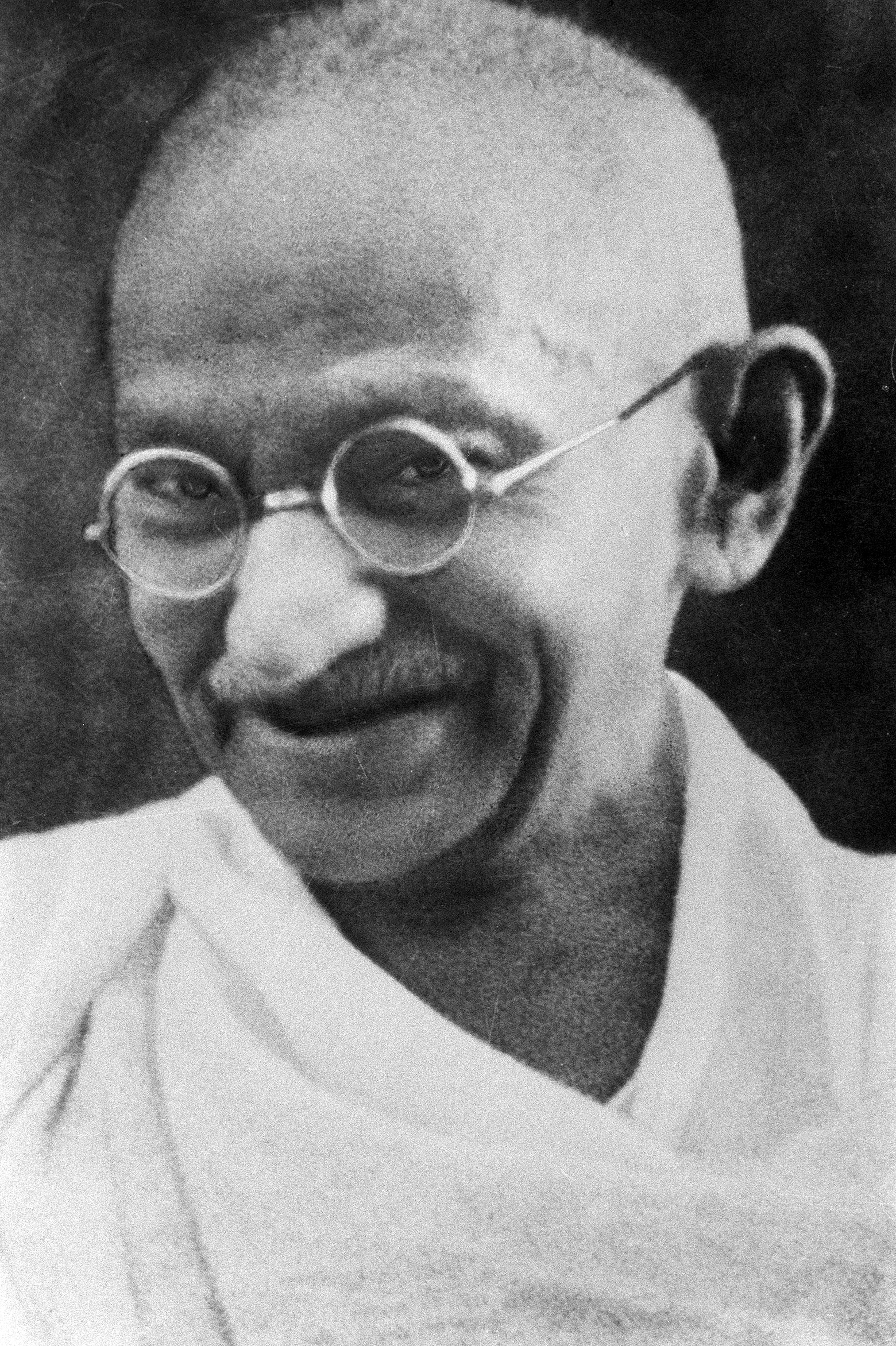
Mohandas Karamchand Gandhi (1869-1948), pensatore e politico indiano.

La nozione più pertinente che caratterizza e riassume la vita religiosa di un hindu è quella che richiama il nome tradizionale di varṇāśramadharma, considerato esso stesso sinonimo di "religione induista".

### Varṇa: Il sistema castale hindu
Il nome varṇāśramadharma si compone innanzitutto del termine varṇa, che in sanscrito significa "colore" e indica l'appartenenza a una determinata "casta" (detta anche jāti), perché a ognuna di queste caste viene assegnato un colore simbolico.
I brāhmaṇa (italianizzato in "bramano") sono coloro che svolgono le funzioni sacerdotali o eminentemente religiose, gli kṣatriya sono coloro che svolgono le funzioni guerriere o politico-amministrative (potere temporale, kṣatra), i vaiśya sono coloro che svolgono le attività lavorative agricole, l'allevamento del bestiame o il commercio, gli śūdra, l'ultima casta, sono i discriminati, portatori di "disgrazia". Così le donne di casta brāhmaṇa debbono necessariamente unirsi con uomini della loro stessa casta, se disgraziatamente, ad esempio, si uniscono a dei śūdra i loro figli saranno dei caṇdāla, infimi tra i fuoricasta. La proliferazione delle jāti è motivata dalla presenza del kaliyuga e condannata fin dalla Bhagavadgītā come provocatrice dello stesso.
Molti nella storia furono i movimenti contro il sistema delle classi. In origine infatti esse erano presentate come constatazione della realtà della società antica indiana, e solo dopo divennero un metodo di oppressione, utilizzato soprattutto dagli invasori, prima musulmani e poi cristiani. Questa visione è suggerita anche da testi come il codice di Manu, che risale al primo secolo dell'era moderna. Esso infatti dice che le varie classi nascono dalle varie parti del corpo del Signore Vishnu: I Brahmini dalla testa, Gli Kshatriya dalle Braccia, i Vaishya dalle gambe e gli Shudra dai piedi.
Nel mondo induista esiste anche un altro tipo di differenziazione fra i membri della comunità, detta Jati. Essa è molto più simile al concetto occidentale di cognome e ve ne sono a migliaia. Spesso si basa sul lavoro svolto dai propri antenati.
Oltre agli hindu inseriti nel sistema castale vi è infatti il numeroso gruppo degli avarṇa (privi di colore, i "fuori casta"), gli "intoccabili" (niḥspṛśya). L'appartenenza a un varṇa non indica un'attività professionale, né tanto meno individua un gruppo di persone che svolge attività simili (śreṇi) esso indica piuttosto il ruolo e il compito religioso in cui è collocato un individuo fin dalla sua nascita secondo la tradizione vedica.

### Āśrama: gli stadi della vita di un hindu
Il "percorso" esistenziale e religioso dei quattro stadi della vita di un hindu inerisce esclusivamente, almeno nelle sue formulazioni tradizionali, agli appartenenti di sesso maschile delle caste cosiddette ārya (ovvero ai primi tre varṇa), essendo rigidamente esclusi da tale percorso sia gli śūdra (e a maggior ragione i "fuori casta") sia le donne, a qualsiasi casta queste ultime appartengano.
Tali stadi sono propugnati dalla letteratura Smṛti, in particolar modo dai cosiddetti Dharmaśāstra, e sono conformi alla suddivisione in quattro parti della Śruti.
- Brahmācarya: è lo stadio del giovane studente religioso, il brahmācarin che deve avviarsi e completare lo studio del Veda presso un maestro (guru), praticando una rigida castità. Si accede a questo stadio e alla relativa vita religiosa con il rito, fondamentale, dello upanayana.
- Gārhasthya: il fanciullo ormai divenuto uomo rientra nella normale vita familiare per prepararsi al matrimonio ed essere colui che "sta in casa" (gṛastha) compiendo i riti propri del capofamiglia, ma anche godendo delle legittime soddisfazioni mondane. Questa fase della vita è molto importante per l'intera società hindu perché, come ricorda la stessa Manusmṛti[61], tutti gli uomini che vivono negli altri stadi della vita dipendono da coloro che vivono in questo.
- Vānaprastha: in questa condizione, un capofamiglia ormai invecchiato ha ancora dei precisi doveri rituali, ma si approssima alla condizione totalmente ascetica successiva rinunciando ai piaceri mondani, vivendo in uno stato di povertà, meditando sul Veda e praticando lo yoga e l'ascesi (tapas).
- Saṃnyāsa (rinuncia al mondo): «Dopo aver trascorso il terzo quarto della propria vita nella selva, durante il quarto egli abbandonerà gli attaccamenti e diverrà un asceta errante»[62]. Quindi come "asceta errante" (yati) privo di qualsiasi possesso, di casa o di focolare, vivrà solo di elemosine.

### Dharma: le norme religiose
Originariamente la nozione di Dharma implicava l'armonia necessaria all'universo affinché esso mantenga la sua coerenza ed il suo ordine. Il mantenimento di tale ordine del Cosmo non poteva che riflettersi nel destino dell'individuo che se ne faceva portatore, ovvero nel suo karman, ne consegue che progressivamente i due termini vengono a collegarsi fino a che, nel II secolo a.C. Il termine dharma viene quindi a significare per l'individuo l'insieme degli obblighi che deve soddisfare per vivere nell'ordine naturale, e quindi per inserirsi nella società.
Oltre questo varṇāśramadharma (anche svadharma) che inerisce al dovere dell'individuo considerato il suo posto sociale e la sua età ovvero la sua specificità (viśeṣ), vi sono altri aspetti, più generali, che riguardano tutti gli hindu a prescindere dalla loro casta e dal loro momento di vita e sono quelli elencati, ad esempio, nello Arthaśāstra (I,3,13), nel Manusmṛti o nell'ancora più completo Vāmana Puraṇa che si possono esemplificare nelle regole del tipo "non uccidere", "non mentire", "mantenere la purezza", ecc. Tale Dharma, detto sādhāraṇadharma, si esprime soprattutto per mezzo di alcune importanti dottrine, considerate alla base dello stesso Dharma, tra queste l'ahiṃsā (lett. "assenza del desiderio di uccidere") e la Satya ("sincerità", "veridicità").

### Ahiṃsā("assenza del desiderio di uccidere")
Ahiṃsā, intesa in ambito occidentale e moderno come "non violenza", è visto innanzitutto, a partire dal 500 a.C., come un mezzo per evitare di subire nell'aldilà la stessa sorte che si è fatta subire in vita agli altri. In seguito, col cambiamento della dottrina, il concetto arriverà a includere le nozioni di compassione e solidarietà per tutti gli esseri viventi.
Nel XX secolo Gandhi (1869-1948) utilizzò largamente la nozione di ahiṃsā che «in certa misura, reinterpretò» essendo peraltro, e per sua stessa ammissione, influenzato su questo dal laico giainista Raychandbhai Ravajibhai Mehta (1861-1907). Secondo Gandhi, l'ahiṃsā è la condizione della "Verità" identificabile con Dio stesso. L'ahiṃsā, fondata per Gandhi su un continuo autocontrollo, deve quindi essere associata alla castità, alla povertà e all'empatia nei confronti di tutti gli esseri viventi.

### Puruṣārta: i quattro scopi legittimi della vita di un hindu
(Manusmṛti III, 60. Traduzione di Federico Squarcini e Daniele Cuneo in Il trattato di Manu sulla norma. Torino, Einaudi, 2010, pp. 51-2)

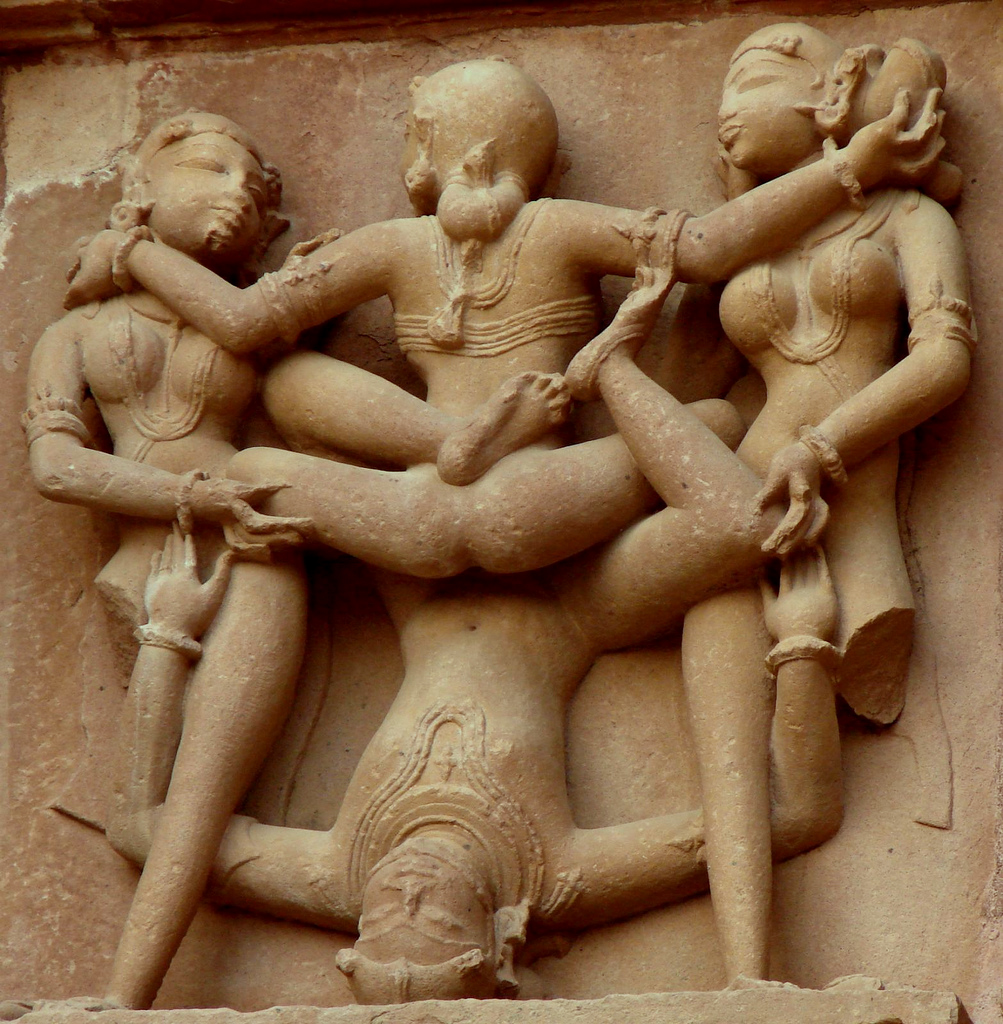
Una delle sculture erotiche del complesso monumentale di Khajuraho (Madhya Pradesh, India). L'erotismo ha un posto preciso tra i legittimi scopi della vita (indicato come kāmārtha) di un gṛastha. Su di esso vi è una raccolta di letteratura religiosa denominata Kāmaśāstra, nella quale sono conservati i trattati braminici detti Kāmasūtra a cui avevano accesso anche le donne. La legittima soddisfazione sessuale non è riservata solo al capo famiglia, ma anche alle sue spose. Essa deve quindi risultare reciproca:L'amore è tuttavia il dovere proprio di una donna (svadharma) segnatamente indicato come strīdharma (dovere della donna)

Collegata alla duplice nozione del varṇāśramadharma, è la nozione dei "quattro scopi legittimi della vita" (puruṣārta), composti dai tre legittimi obiettivi "mondani" (trivarga) e uno, mokṣa, che li trascende tutti.
- Artha: ricchezza materiale, successo, benessere, potere, anche politico; in tal senso il manuale del "buon governo" l'Arthaśāstra attribuito al ministro di Candragupta Maurya, Kauṭila.
- Kāma: piacere, soddisfazione dei desideri, anche sessuali; in tal senso i manuali del sesso, i Kāmasūtra tra cui quello di Vātsyāyana.
- Dharma: giustizia, etica, ordine, valori, anche religiosi; questo scopo deve inglobare e guidare i due precedenti di modo che essi non sconfinino nell'illegittimità, fornendogli quella necessaria armonia con la legge e l'ordine dell'intero universo; in tal senso le opere che vanno sotto il nome di Dharmasūtra e Dharmaśāstra.
- Mokṣa: (o mukti), la liberazione assoluta, ovvero il fine ultimo di ogni esistenza hindu e di ogni esistenza in genere e consiste nella liberazione dalle catene del nascere-morire (saṃsāra, lett. "scorrere insieme") obiettivo ultimo dell'ultimo stadio della vita, il saṃnyāsa; in tal senso i sūtra propri delle differenti Darśana .

### La vita quotidiana di un devoto hindu
Come già premesso precedentemente, le descrizioni dei comportamenti religiosi che seguiranno ineriscono principalmente, se non esclusivamente, ai maschi delle tre prime caste, gli ārya , risultando esclusi, dalle pratiche qui descritte, sia gli śūdra che le donne, a qualsivoglia casta queste ultime appartengano. Pur originando da tradizioni antiche queste pratiche, anche se modificate, possono avere un ruolo per gli hindu di oggi.
Il capofamiglia (snātaka) deve svegliarsi all'aurora, prima che il sole sorga, e prima di rivolgersi a chicchessia deve pronunciare il nome della sua divinità (iṣṭa devatā). Successivamente si guarda il palmo delle mani, come segno di buon augurio, e sempre per compiere un gesto di buon auspicio deve toccare con la mano la terra. Quindi, di fronte all'altare familiare, deve pronunciare dei mantra, riflettendo su come, durante la giornata, potrà rispettare il Dharma (le norme religiose ed etiche) svolgendo le incombenze riguardanti la sua attività (artha, nel senso di ricchezza).
Le norme igieniche e di purezza posseggono un valore molto importante per gli hindu e per questo sono rigidamente codificate, a cominciare dal bagno quotidiano che deve essere eseguito con la recitazione di mantra appositi.
Durante le abluzioni nel fiume spesso viene praticato il rito detto tarpaṇa, consistente nel raccogliere dell'acqua fluviale con i palmi delle mani unite, riversandola mormorando dei mantra, questo allo scopo di rispettare sia le divinità che i 'padri' (pitṛi, gli antenati).
Dopo le abluzioni del mattino, l'hindu appone sul suo corpo, e sul suo volto, i tilaka, ovvero i contrassegni del proprio sampradāya (comunità, confessione, religiosa), necessari poiché grazie all'apposizione di questi segni i riti quotidiani daranno frutto.
Segue la preghiera del mattino indicata come saṃdhyā, consistente anche nella recitazione, per diverse volte, dei versi del Gāyatrī, il primo mantra che l'hindu ha imparato a memoria durante il suo brahmācarya: 
(Ṛgveda III,62,10)
Segue l'eventuale pūjā (adorazione) che consiste nell'adorazione per mezzo di luci fatte ondeggiare, incenso bruciato e prostrazioni nei confronti della divinità prescelta, queste adorazioni si differenziano a seconda del sampradāya dell'officiante, anche queste, tuttavia, vanno meticolosamente eseguite secondo un ordine prestabilito.
L'adorazione nei confronti della divinità è l'adempimento del primo dei "cinque debiti" (pañcāṛṇa) che un uomo contrae al momento della sua nascita:
1. il debito verso i deva che si ripaga per mezzo dell'adorazione e dei sacrifici;
2. il debito nei confronti dei ṛṣi, gli antichi saggi, che si ripaga per mezzo dello studio durante il brahmācarya;
3. il debito verso i pitṛ, gli antenati, che si ripaga per mezzo della procreazione della prole, e nei confronti dei propri maestri che si ripaga per mezzo delle donazioni;
4. il debito verso l'umanità che si ripaga per mezzo del dovere dell'ospitalità;
5. il debito nei confronti di tutti gli esseri che si ripaga offrendo agli animali gli avanzi dei pasti.

#### YajñaePūjā: i sacrifici e le offerte
Lo Yajna era il rituale più importante nell'antica india, oggi poco praticato. Yajna significa fuoco, ed infatti il rituale era incentrato sul bruciare offerte ai Deva in un grande fuoco mentre si recitavano parti dei Veda. I Brahmini consumavano poi i resti del cibo. Questo era svolto per poter avere favori terreni dagli Dei, il sacrificio più grande che si poteva fare era quello di un cavallo. Ad oggi il sacrifico animale rituale è vietato dalla maggior parte dei Sampradaya se non nella tradizione Shakti, espansa soprattutto nello stato Indiano del West Bengal. Ad oggi il rituale più diffuso è il , puja, esso si basa sulla devozione. Il tradizionale Puja è composto da 16 fasi. Soprattutto nella tradizione Vaishnava le offerte di cibo vengono consumate dai fedeli, il cosiddetto Prasadam.

### VimānaeMandira: i templi degli hindu

#### Le festività religiose

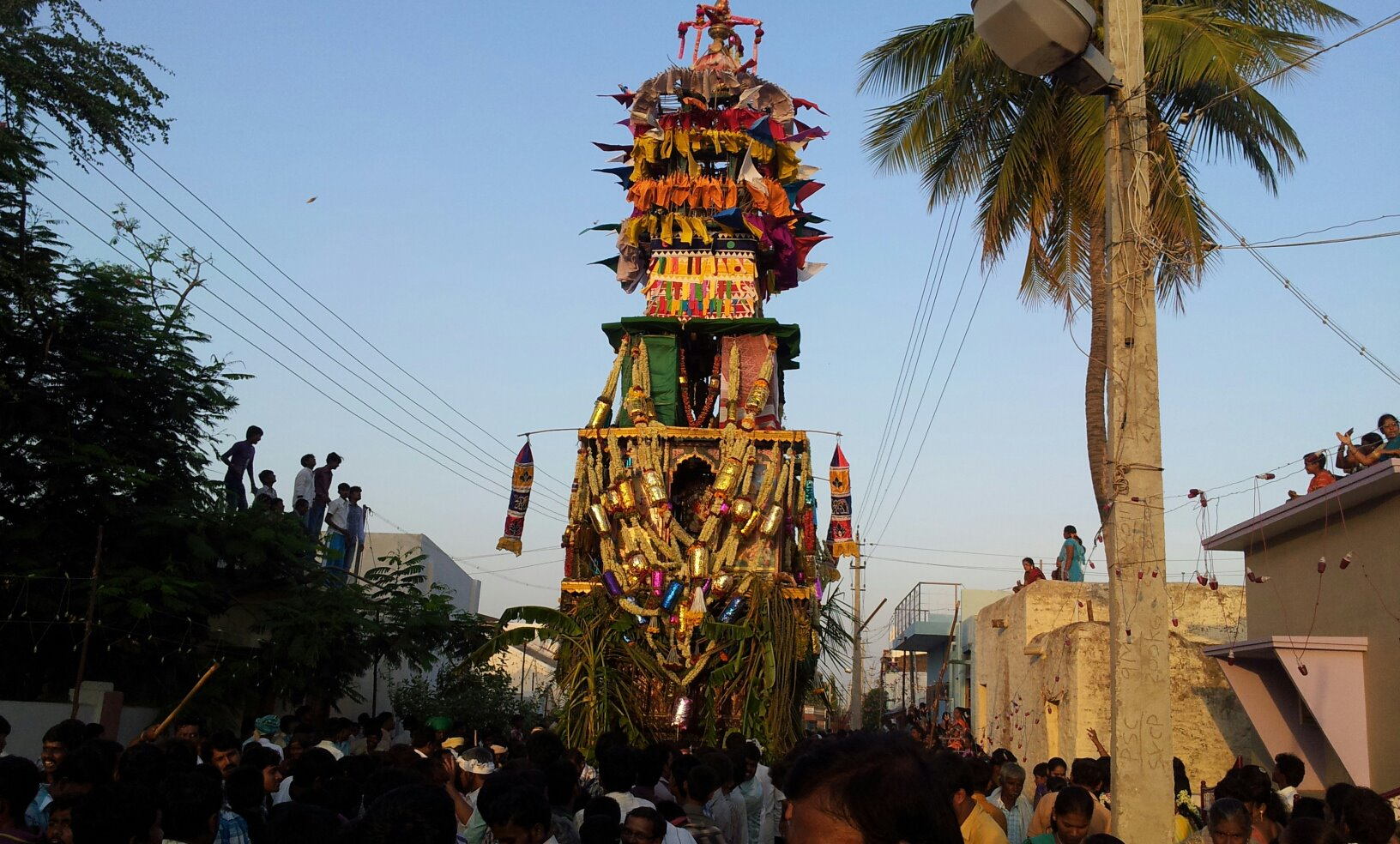
Challakere Virabhadraswamy Rathostava, la processione festiva del tempio principale della città di Challakere (il tempio del dio Virabhadra), nel distretto di Chitradurga (India). Il carro su cui è issato il dio (in questo caso Virabhadra, emanazione di Śiva) intende rappresentarne la struttura templare

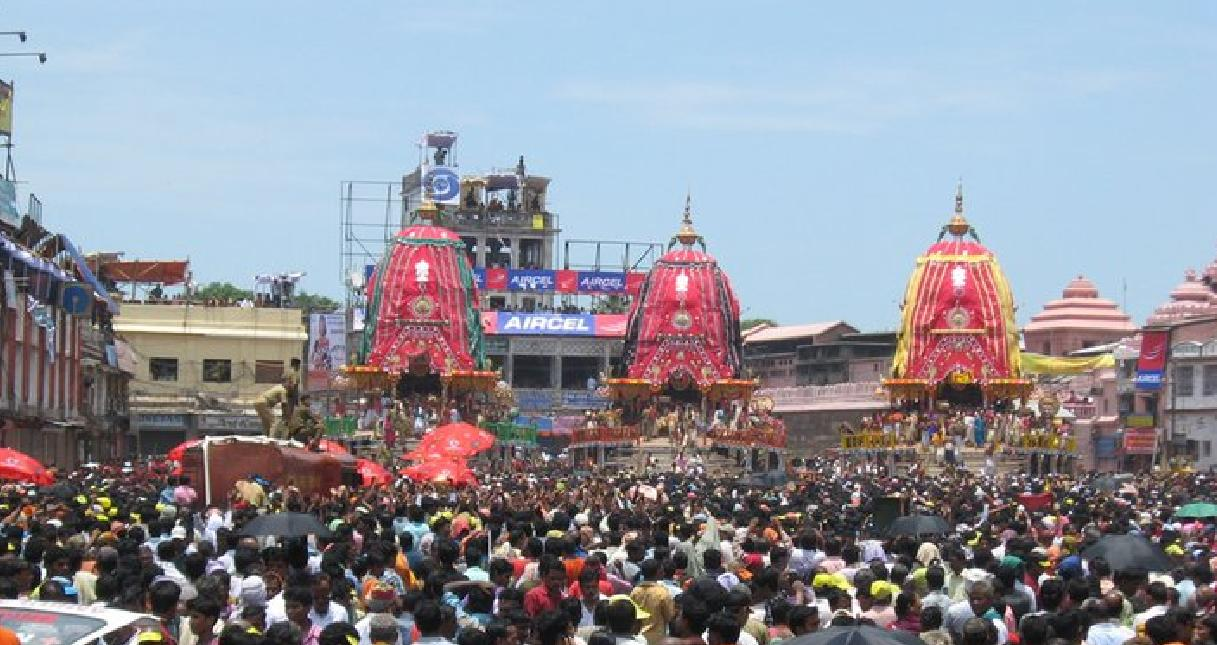
I tre carri che costituiscono la processione detta dello rathayātrā (रथयात्रा, "processione del carro") nella città di Puri (Oṛiśā). Questa festa, celebrata nel mese di Aṣāḍha (corrispondente al nostro giugno-luglio), all'avvio della stagione del monsone estivo, intende celebrare Viṣṇu Jagannātha (Viṣṇu "Signore dell'universo") nel suo triplice aspetto divino: Kṛṣṇa, il fratello Balabhadra e la sorella Subadhrā

Il termine sanscrito più antico con cui si indica una festa religiosa è samāja (समाज, inteso come "riunione"). Altri termini usati sono: utsava (उत्सव; ne sottolinea la gioiosità), mahotsava (महोत्सव; sempre inerente alla gioiosità), mahas (महस्; ne indica la magnificenza), vrata (व्रत; ne indica l'osservanza dei riti e dei precetti religiosi), parvan (पर्वन्; ne indica il giorno fausto rispetto al tradizionale calendario lunare, questo detto pañcāṅga, पञ्चाङ्ग).
La presenza di feste religiose nella cultura hindu, ha origine remote ed è testimoniata già da allusioni presenti nel Ṛgveda, confermata dalla più tarda letteratura buddhista e da testi appartenenti alla Smṛti, nonché testimoniata da fonti epigrafiche queste risalenti fin dal III secolo a.C..
L'anno liturgico dell'Induismo prevede numerose feste religiose. Tranne quella detta dello Makara-saṃkrānti (in devanāgarī: मकरसंक्रान्ति), tutte le altre feste religiose non sono legate all'anno solare ma sono mobili e corrispondono al calendario lunare di dodici mesi, che termina, a seconda delle regioni, o con un giorno di luna nuova (amanta) o con quello di luna piena (pūrṇimānta).
Il Makara-saṃkrānti intende festeggiare il passaggio del sole nel segno del capricorno (makara) e corrisponde alle medesime origini delle nostre feste di Natale/Capodanno. In questa circostanza avviene il bagno di purificazione nel Gange detto Gaṅgā-sāgara-melā che si compie alle foci del fiume, presso l'isola di Sāgara.
A partire dal periodo dei Gupta (IV-V sec. d.C.), periodo in cui si osserva la diffusione di templi e santuari per tutta l'India, si diffondono le feste templari spesso dette rathotsava (रथोत्सव; "festa del carro") per via della diffusa pratica di issare su un carro in legno, fabbricato e adornato in modo da riprodurre la struttura del vimāna (विमान; il "tempio"), l'immagine del dio a cui il tempio è dedicato.
La più nota festa rathotsava è quella celebrata nella città di Puri, capoluogo dello Stato indiano di Oṛiśā. Questa festa, detta semplicemente rathayātrā (रथयात्रा, "processione del carro"), viene celebrata in onore di Viṣṇu Jagannātha (Viṣṇu "Signore dell'universo") nel mese di Aṣāḍha (corrispondente al nostro giugno-luglio), all'avvio della stagione del monsone estivo.
Le feste sono numerose e sono legate alla celebrazione di un dio. Generalmente sono precedute dal digiuno, hanno il loro centro nella processione con la statua del dio posta su un carro adornato o su un trono. Tra le principali feste si possono ricordare:
- la festa di Holi: è celebrata in primavera e i passanti vengono aspersi con acqua;
- la festa delle nove notti: è celebrata in onore della dea Parvati, sposa di Śiva. Per nove giorni si fabbricano statuette di Parvati, che il decimo giorno vengono immerse nel fiume più vicino;
- la festa di Divalī: si svolge fra settembre e ottobre. Le case e i templi vengono ornati di festoni con migliaia di lampade;
- la grande notte di Śiva: è celebrata fra gennaio e febbraio in onore di Śiva.

### La cosmogonia e la cosmologia tradizionale indù

#### La manifestazione (sṛṣṭi) e il dissolvimento (pralaya)

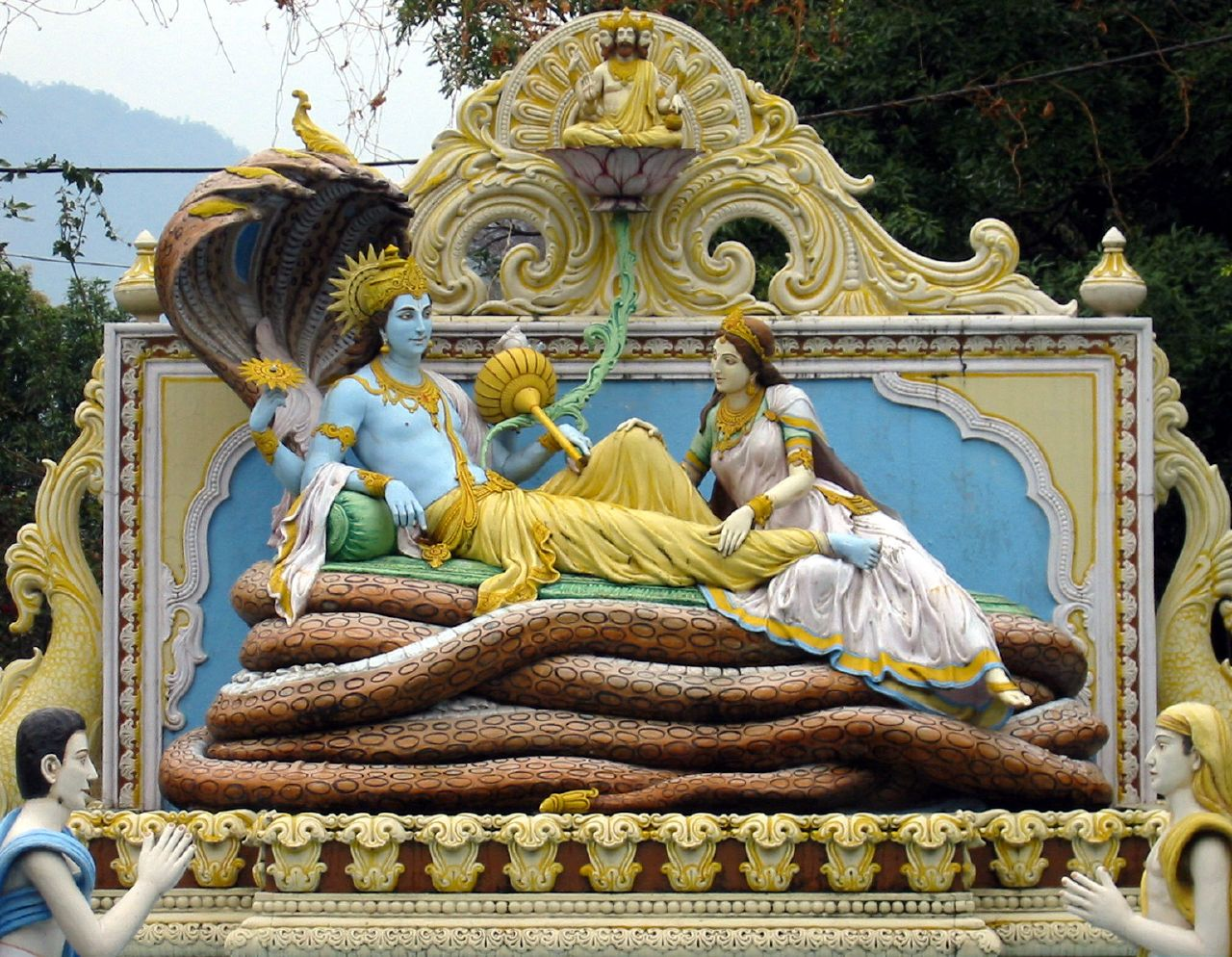
Rappresentazione moderna del mito cosmogonico di Nārāyaṇa.
La divinità di Nārāyaṇa è presente nel Śatapatha Brāhmaṇa dove è indicato come il Puruṣa supremo, l'essere primordiale cosmico origine di tutte le cose.

La descrizione hindu del processo di genesi dell'universo, pur avendo origini vediche, si è definita con la letteratura raccolta nella Smṛti in particolar modo in quella puraņica.
L'universo secondo gli indù è una realtà destinata a scomparire o meglio ad entrare in un periodo di latenza, di non manifestazione (avyakta) da cui riemergerà con una nuova emanazione (detta anche sarga). Tutto questo accade da sempre e per sempre accadrà. Colui che provoca ciò possiede l'appellativo di Bhagavat (Colui che è divino, che è degno di adorazione, l'Essere supremo eterno e inconcepibile) o anche di Svayambhu (Esiste da se stesso), e la compie al solo fine del gioco (līlā).
Il processo di emanazione si avvia con la fuoriuscita delle acque dove egli pone il proprio sperma generando l'uovo/embrione d'oro (hiraṇyagharbhaḥ). Il non generato, il Bhagavat, prende al suo interno la forma di Brahmā che ricalca, secondo Mario Piantelli i più antichi hiraṇyagharbhaḥ e Prajāpati.
Dopo essere rimasto per un secolo nell'uovo d'oro, Brahmā lo rompe fuoriuscendone, creando quindi nella parte superiore dell'uovo il mondo celeste, nella parte inferiore la terra e in mezzo lo spazio, l'etere. Tutto l'universo coincide con l'uovo di Brahmā (Brahmāṇḍa).
Con l'universo Brahmā genera i deva, il tempo, gli astri e i pianeti, le terre con i monti, gli oceani, i fiumi, ma anche delle potenze impersonali come l'Ascesi (tapas), la Parola (vāc), il Desiderio (kāma), gli opposti (caldo-freddo, Dharma-Adharma, ecc.). E come il Puruṣa del Veda genera l'umanità ripartendola nelle quattro funzioni corrispondenti ai Varṇa. Questa "letizia" con cui Brahmā genera i mondi, mal si pone con le esigenze di svalutazione degli stessi promosse, ad esempio, dall'ascetismo śivaita.
Terminata la genesi dei mondi, e terminati i cicli della loro manifestazione, il fuoco di Śiva distrugge ogni cosa e Brahmā riassorbe tutto entro di sé, addormentandosi e quindi scomparendo.

#### Yuga: il tempo cosmico degli hindu
Il tempo cosmico degli hindu è ciclico. Questo significa che le ere cosmiche si succedono senza soluzione di continuità, se non quella rappresentata dal periodo di latenza (saṃhṛti) in cui tutto il cosmo è riassorbito nella notte cosmica pronto a riemergere con una nuova emanazione da parte di Brahmā.

#### Brahmāṇḍa, l'uovo d'oro di Brahmā

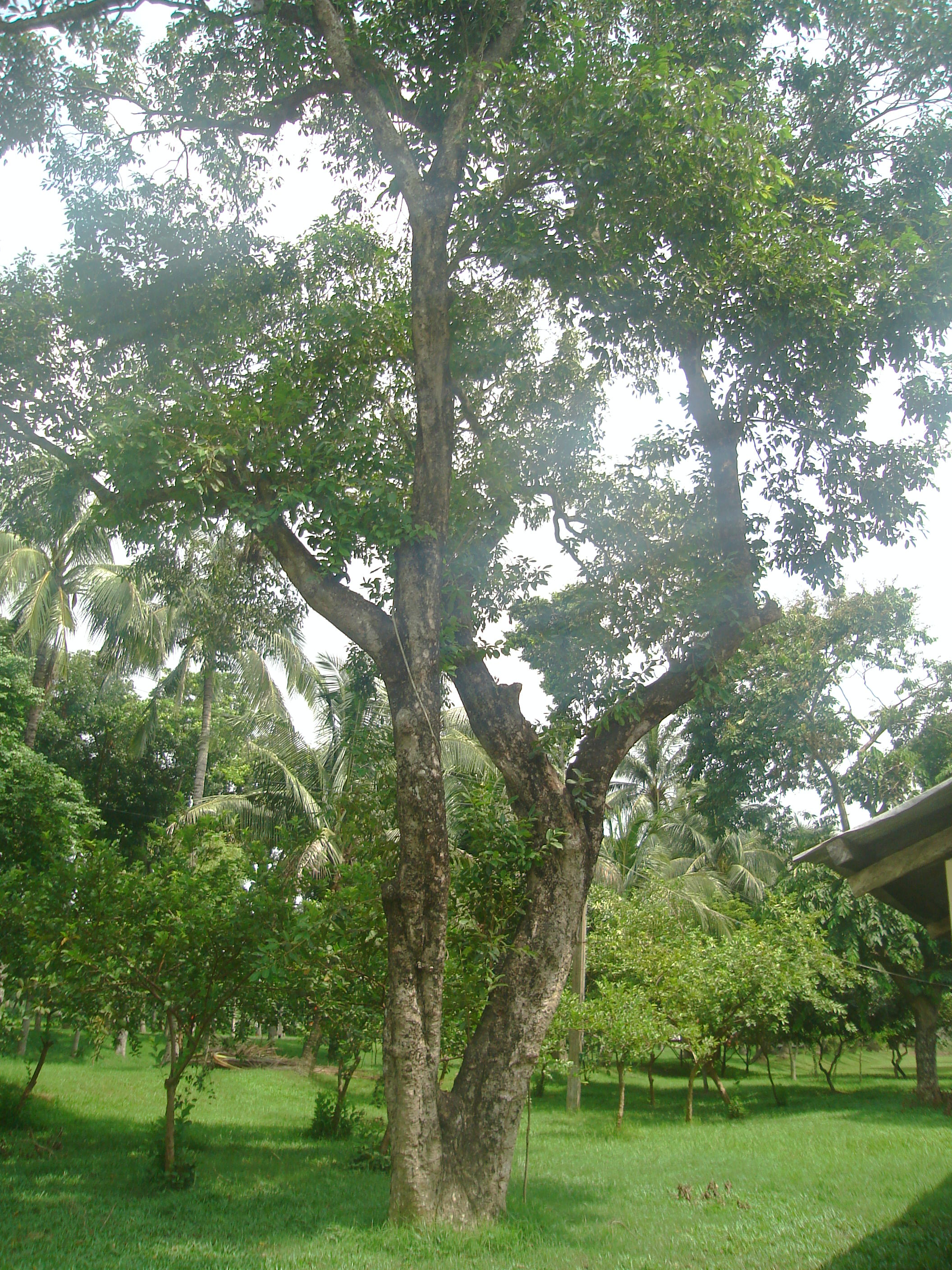
L'albero della mela rosa (Syzygium jambolanum) che dà il nome all'"isola" che compone la nostra terra, Jambudvīpa, situata a sud del Monte Meru. Tale nome è dovuto al fatto che alle pendici meridionali del gigantesco Monte Meru (alto tra i 470 000 e i 940 000 km) si ergono dei giganteschi alberi di questa specie che danno frutti grandi come elefanti

Nel Veda il Cosmo è diviso in tre regioni distinte:
- svar: il cielo;
- bhuvaḥ: l'aria;
- bhūr: la terra.

Le opere successive, come i Brāhmaṇa o le Upaniṣad, non si discostano significativamente dalla cosmografica vedica e occorre arrivare ai Purāṇa per avere una cosmologia indù per come la conosciamo oggi.
L'emanazione del cosmo da parte di Brahmā corrisponde al suo uovo d'oro (Brahmāṇḍa) esso è costituito da differenti mondi.
Nel Viṣṇu Purāṇa la Terra, ovvero la nostra dimensione "orizzontale", è presentata come un disco piatto che si allarga, progressivamente raddoppiando, in sette cerchi ("isole", dvīpa) concentrici. Questi sette cerchi sono separati tra loro da altrettanti cerchi di eguale dimensione occupati dagli oceani composti rispettivamente di: acqua salata (il Lavaṇoda, con una larghezza di 100 000 yojana), succo di zucchero di canna (lo Ikṣura, largo 200 000 yojana), vino (il Suroda, largo 400 000 yojana), ghi (il Gṛthoda, largo 800 000 yojana), cagliata (il Dadhyoda, largo 1 600 000 yojana), latte (lo Kṣīroda, largo 3 200 000 yojana) e acqua dolce (lo Svādūdaka, largo 6 400 000 yojana).
L'"isola" più interna, detta Jambudvīpa (lett. Isola dell'"albero della mela rosa", Syzygium jambolanum), che possiede un diametro di 100 000 yojana, contiene al suo centro il monte Meru, la cui altezza è pari a 84000 - yojana ovvero una misura compresa tra i 470000 - e i 940000 km ed il suo vertice sprofonda negli inferi fino al fondo dell'uovo d'oro. Le altre "isole", composte da anelli e intervallate dagli oceani (sempre anelli di uguali dimensioni), procedendo verso l'esterno sono: Plakṣdvīpa (larga 200 000 yojana), Śālmaladvīpa (larga 400 000 yojana), Kuśadvīpa (larga 800 000 yojana), Krauñcadvīpa (larga 1 600 000 yojana), Śākadvīpa (larga 3 200 000 yojana), e infine l'ultima isola, Puṣkaradvīpa (larga 6 400 000 yojana).
Jambudvīpa è suddivisa da catene montuose che corrono parallelamente da est verso ovest, costituendo nove regioni (varṣa): a nord si situa la regione Uttarakuru; al centro, partendo da est verso ovest, vi sono le regioni Ketumāla, Ilvarṭa e Bhādrāśya; a sud di queste le regioni Harivarṣa, Kimpuruṣa e Bhārata, ancora più a sud si situano le regioni Hiranmaya e Ramyaka.
La regione di Bhārata è la terra degli hindu (l'Āryavārta, la "Terra di mezzo", Madhyadeśa) ed è l'unica terra identificata come karmabhūmi (terra di azione) ovvero la terra dove chi compie le azioni è soggetto al karman; ne consegue che solo chi vive nella regione Bhārata può realizzare il mokṣa (la liberazione spirituale, obiettivo ultimo di un hindu).
La Stella del Nord (Dhruva) è immobile sul monte Meru e le altre stelle le girano attorno, insieme alle stelle situati sopra la Terra si collocano i corpi celesti, come il Sole e la Luna, trainati da carri.
Oltre queste isole-oceani, si presenta una catena montuosa indicata come Lokāloka, superata questa si situa una regione di tenebre composta di elementi non mescolati aria, terra, fuoco e vento, oltre vi è il limite dell'oscurità, il lokasaṃsthiti, ovvero oltre il guscio (āṇḍakaṭāha) dell'uovo d'oro di Brahmā: il nulla. L'intera sezione orizzontale del Brahmāṇḍa possiede un diametro di 500 000 000 di yojana.
Dal punto di vista "verticale" la cosmografia purāṇica eredita quella upaniṣadica dei sette "regni" (loka) arricchendoli, tuttavia, di precisi contenuti. La serie dei sette "regni" procede con questa sequenza, partendo dal basso.
- Bhūrloka. È il regno dove sono collocate le sette isole (dvipa), ma al di sotto di queste si estendono anche i sette inferi (patala) indicati come Atala, Vitala, Nitala, Gabhastimat, Mahātala, Sutala, e Pātāla. E sotto di essi vi sono ventotto inferni.
- Bhuvaḥloka. È il regno del Sole (Savitṛ) che con il carro compie il suo giro annuale.
- Svarloka. È il regno dei corpi celesti: Mercurio (Budha), Venere (Śukra), Marte (Angārika), Giove (Bṛhaspati), Saturno (Śani), l'Orsa maggiore (i Saptaṛṣi) e la Stella del Nord (Dhruva).

Questi primi tre "regni" sono indicati come kṛtika (generati), infatti questi tre regni vengono distrutti alla fine di ogni kalpa, ovvero quando inizia la notte di Brahmā, per essere nuovamente generati al nascere del suo giorno. Gli esseri di questi tre regni vivono i risultati delle loro azioni (karman) sia sotto forma di godimenti (bhogabhūmi) sia sotto forma di sofferenze. Occorre ricordare, tuttavia, che solo l'"isola" di Bhārata è karmabhūmi, il luogo dove si accumulano i risultati per le rinascite future.
Al di sopra di questi regni si situano: il Mahasloska, che è un regno intermedio in quanto pur svuotandosi degli esseri non viene distrutto alla fine del kalpa; il Janaloka, il Tapasloka e il Satyaloka indicati come akṛittika (ingenerati) in quanto periscono solo alla fine dell'esistenza di Brahmā, ovvero durano per un mahākalpa, sono i mondi dove vive il Deva creatore, nel loro insieme rappresentano il Brahmāloka (il regno di Brahmā).

### Ilkarmane il ciclo delle rinascite (saṃsāra)
Una delle nozioni religiose più diffuse nelle religioni dell'India, e più in generale in Asia meridionale, attiene al karma (o karman), ovvero a quel principio per cui «il comportamento di una persona porterà irrevocabilmente a un'adeguata ricompensa o punizione, commisurata a tale comportamento.»:
(Gianluca Magi in Karman, "Enciclopedia filosofica" vol. 6. Milano, Bompiani, 2006, p. 6013)
Karman, nella prima cultura vedica, corrisponde al solo atto religioso correttamente eseguito. Nel corso dei secoli, tale atto religioso del bramano si trasforma: dall'avere come obiettivo l'esaudimento delle preghiere da parte degli dei, diventa rivolto ad ottenere risultati futuri, anche nella vita successiva alla morte.
Con l'avvento della letteratura upaniṣadica il quadro interpretativo cambia. In questo nuovo quadro storico, il destino dell'uomo è segnato irrimediabilmente dalla sua condotta: da una parte egli può seguire la "via dei Padri" (piṭryāna) e rinascere in questo mondo, oppure mirare alla "via degli Dei" (devayāna), a patto che conduca una vita ascetica rinunciando alla "mondanità". Seppur le origini delle nozioni di karman e saṃsāra siano tutt'oggi oscure, il concetto di karman e quello di reincarnazione potrebbero essere entrati a far parte del pensiero braminico attraverso la tradizione degli śramaṇa e della rinuncia. Nelle Upaniṣad, la personalità e la condizione di un individuo sono dunque determinate dai suoi desideri che lo conducono a volere, e quindi ad agire, in un determinato modo: l'insieme di queste azioni producono dei risultati proporzionali alle azioni stesse.
I "saggi" delle Upaniṣad sostenevano quindi che non solo il comportamento di un rituale o di un sacrificio pubblico producesse delle conseguenze future, ma che qualsiasi "azione" umana possedeva gli stessi esiti in quanto queste "azioni" rappresentavano un riflesso interno del processo cosmico. In una più tarda Upaniṣad, la Śvetāśvatara Upaniṣad, la dottrina del karman acquisisce i suoi connotati definitivi, dove è descritto un vero e proprio rapporto di azione-beneficio, dove le azioni individuali hanno riflessi sull'anima di chi le compie; anima costretta nel ciclo delle rinascite (saṃsāra) il cui esito finale dipende dal suo karman.
Il saṃsāra è l'universo condizionato e mutevole, soggetto a nascita e morte, e si oppone, nella sua natura, al livello trascendente, incondizionato ed eterno, indicato con i termini sanscriti di mokṣa e nirvāṇa. Non esiste nell'alveo delle religioni dell'India, né nell'Induismo, una dottrina unica inerente al saṃsāra. Quella più diffusa lo descrive con l'analogia di un bruco che si muove da un filo d'erba all'altro. Il bruco rappresenta l'ātman dell'individuo, il quale risulta del tutto non condizionato dal suo karman: è un suo secondo principio indicato con il termine jīva che, invece, conservando i residui karmici delle esistenze precedenti, ne determina il destino futuro dopo la morte del corpo secondo quanto descritto dalla predetta Śvetāśvatara Upaniṣad (V,7).
Anche che se il fine ultimo del percorso induista resta la liberazione dalle catene saṃsāriche (mokṣa), le più diffuse pratiche religiose inerenti a questa costellazione di fedi, quali le donazioni o la devozione alle divinità, mirano piuttosto ad accumulare dei meriti "karmici" e quindi a conseguire una vita migliore proprio nel suo ambito.

### La liberazione dalsaṃsāra: ilmokṣa
Il termine sanscrito di genere maschile mokṣa, così come il termine sanscrito femminile avente il medesimo significato mukti, indicano in questa lingua la "liberazione" dal ciclo di nascita-morte, dalla sofferente trasmigrazione, propria del saṃsāra. Ambedue i termini originano dal verbo sanscrito muc avente il significato di "liberarsi".
Come abbiamo visto, la nozione di "liberazione" dal saṃsāra non attiene al "vedismo", ovvero alla religione antica dell'India, compendiata nei suoi testi religiosi dei Veda e dei Brāhmaṇa, il quale persegue essenzialmente la bhukti, la felicità terrena, quanto piuttosto origina dai testi delle Upaniṣad (il termine qui usato è mukti; mentre nella Chāndogya Upaniṣad, VII, 26,2, è il composto vipramokṣa, dallo stesso significato) e si diffonde nel VI secolo a.C., contemporaneamente al buddhismo e al giainismo.
Tale nozione di "liberazione", espressa con termini sempre derivanti dal verbo muc, verrà successivamente approfondita da importanti testi induisti quali la Bhagavadgītā e il Manusmṛti .
In ambito delle filosofie yogiche il termine utilizzato per indicare la liberazione è invece apavarga nel significato di "abbandono", "fuga" dal saṃsāra. Mentre la filosofia sāṃkhya predilige il termine kaivalya col significato di isolamento del puruṣa liberatosi dalla prakṛti.
Le tradizioni ascetiche predicano la liberazione in vita e non dopo la morte del corpo, nel qual caso tale raggiungimento viene indicato con il termine jīvanmukta ("liberato in vita").
A partire dai commentari del Brahmasūtra propri della medievale filosofia Vedānta, il termine più diffuso diviene mokṣa.
Sono differenti le "vie" di "liberazione" dal saṃsāra che il complesso religioso che va sotto il nome di "Induismo" offre al suo praticante (cfr. ad esempio le darśana), e queste possono essere approfondite nelle voci delle relative scuole e insegnamenti.

## L'Induismo nel mondo

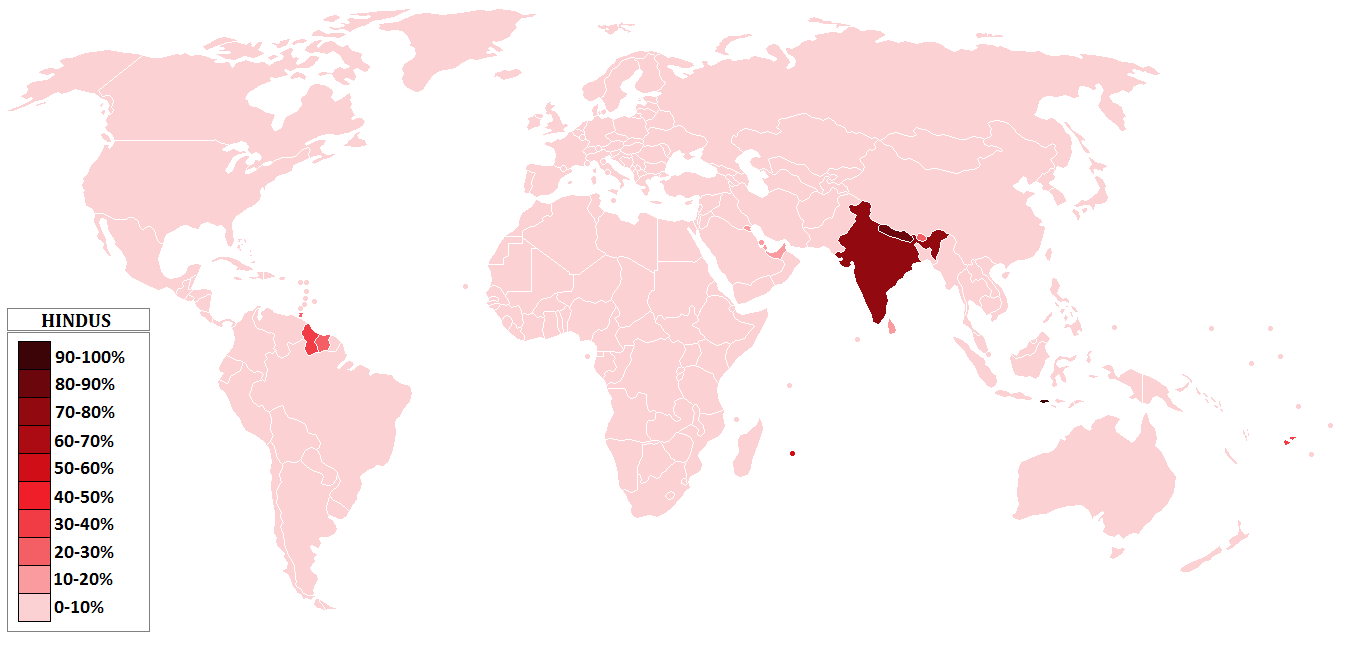
Diffusione dell'Induismo nel mondo

L'India, Mauritius e il Nepal sono nazioni a maggioranza induista. Il Nepal fino all'avvento della repubblica è stata l'unica nazione in cui l'Induismo era la religione ufficiale.
L'Asia del Sud Est è diventata in larga parte induista dopo il III secolo, e fece parte dell'Impero Chola intorno all'XI secolo. Quest'influenza ha lasciato numerose tracce architettoniche, come la famosa città-tempio di Angkor Vat o tracce culturali come le danze del Bharata Natyam e del Kathakali.
Di seguito l'elenco della percentuale di praticanti induisti nelle singole nazioni:
1. Nepal 86.5%[92]
2. India 80,5%[93]
3. Mauritius 54%[94]
4. Guyana 28%[95]
5. Figi 27.9%[96]
6. Bhutan 25%[97]
7. Trinidad e Tobago 22.5%
8. Suriname 20%[98]
9. Sri Lanka 15%[99]
10. Bangladesh 9%[100]
11. Qatar 7.2%
12. Riunione (Francia) 6.7%
13. Malaysia 6.3%[101]
14. Bahrein 6.25%
15. Kuwait 6%
16. Emirati Arabi Uniti 5%
17. Singapore 4%
18. Oman 3%
19. Belize 2.3%
20. Seychelles 2.1%[102]